# بوهل (آیداهو)
بوهل (به انگلیسی: Buhl) شهری در شهرستان توینفالز ایالت آیداهو است که جمعیت آن در سرشماری سال ۲۰۱۰ میلادی ۴٬۱۲۲ نفر بوده است.

## موقعیت جغرافیایی
موقعیت جغرافیایی شهرها و مناطق اطراف به شرح زیر است: